# Rezerwat przyrody Gołobórz
Rezerwat przyrody Gołobórz – rezerwat przyrody obejmujący część kompleksu leśnego o powierzchni 65,88 ha, w południowej części Wysoczyzny Siedleckiej, 4 km na południe od Siedlec.
Został powołany Zarządzeniem Ministra Leśnictwa i Przemysłu Drzewnego z dnia 26.03.1982 r. (MP nr 10 poz. 74). Położony jest w leśnictwie Siedlce, w gminie Siedlce, na terenie wsi Grabianów. Według Zarządzenia celem ochrony jest zachowanie różnorodnych zbiorowisk roślinnych z wieloma gatunkami roślin rzadkich i chronionych.
Jest to rezerwat florystyczny (Fl) objęty ochroną częściową. Według głównego przedmiotu ochrony jest to rezerwat biocenotyczny (BF), podtypu biocenoz naturalnych i półnaturalnych (np), natomiast według głównego typu środowiska należy do mieszanych (M) podtypu mozaika różnych ekosystemów (me).
Przedmiotem ochrony jest mozaika zbiorowisk leśnych oraz nieleśnych, które wytworzyły się w bardzo odmiennych środowiskach na niewielkim obszarze.

## Walory przyrodnicze
Rezerwat jest jednym z ciekawszych obszarów woj. mazowieckiego, o charakterze florystyczno-krajobrazowym. Ochroną objęto różnorodne zbiorowiska roślinne, z bogatą florą, w interesującej oprawie krajobrazowej. Jest to kompleks zwydmień, wśród których położone są zagłębienia przypominające fizjonomią tereny Puszczy Kampinoskiej.
Występują tu takie zbiorowiska jak: grądy (Tilio-Carpinetum) w mozaice z płatami dąbrowy świetlistej (Potentillo albae-Quercetum), kontynentalny bór świeży (Peucedano Pinetum), śródlądowy bór wilgotny (Molinio-Pinetum), bór bagienny (Vaccinio uliginosi-Pinetum), kontynentalny bór mieszany (Querco roboris-Pinetum), brzezina bagienna (Betuletum pubescentis) oraz różne postacie torfowisk (z klas Scheuchzerio-Caricetea fuscae i Oxycocco-Sphagnetea). Niektóre partie drzewostanu mają ponad 130 lat, a w typowo wykształconym runie występuje kilka chronionych gatunków roślin: lilia złotogłów (Lilium martagon), wawrzynek wilczełyko (Daphne mezereum), orlik pospolity (Aquilegia vulgaris), pierwiosnek lekarski (Primula veris) i konwalia majowa (Convallaria majalis). Z roślin zaliczanych do rzadkich stwierdzono tu m.in.: czerńca gronkowego (Actaea spicata), rutewkę orlikolistną (Thalictrum aquilegiifolium) i kłosownicę leśną (Brachypodium sylvaticum).

## Charakterystyka środowiska abiotycznego

### Rzeźba terenu
Główne cechy rzeźby terenu wykształciły się w okresie czwartorzędu. Dzisiejsza rzeźba omawianego kompleksu leśnego została ukształtowana w trakcie zlodowacenia środkowopolskiego. Lądolód, nasuwając się podczas kolejnych stadiałów, zagradzał odcinki dolin, hamując swobodny odpływ wód w kierunku północnym. Pozostawiał także za sobą strefy moren czołowych, moren dennych, sandry i głazy narzutowe.
Wzgórze, które stanowi fragment kompleksu leśnego jest częścią strefy moreny czołowej stadiału Warty. Jego wysokość bezwzględna kształtuje się na poziomie około 148 do 152 m.

### Klimat
Gołobórz, tak jak Siedlce, leży w umiarkowanej strefie klimatycznej, w grupie klimatów ciepłych o cechach przejściowych. Średnia roczna temperatura powietrza wynosi tu 7,0–7,5 °C.
Inne dane, które charakteryzują klimat panujący w Gołoborzu:
Długość okresu przymrozkowego to około 150 dni.
Skrajne daty występowania przymrozków przypadają na 12–17 października i 20–25 kwietnia.
Długość okresu wegetacyjnego wynosi 205 do 210 dni.
Rozpoczyna się on około 5 kwietnia, a kończy około 28 października.
Średnia wysokość opadów w okresie wegetacyjnym to 330 mm.
Średni czas zalegania pokrywy śnieżnej wynosi 50–60 dni, jednak potencjalny czas to 120–125 dni.
Na terenie Gołoborzu przeważają wiatry z kierunków zachodnich, a średnia roczna prędkość wiatru wynosi 2 – 3 m/s.

### Stosunki wodne
Obszar kompleksu leśnego położony jest w zlewni rzeki Muchawki będącej lewobrzeżnym dopływem Liwca, który jest z kolei lewobrzeżnym dopływem Bugu. Poprzez Bug, obszar ten znajduje się w zlewni rzeki Wisły.
Stosunkowo dobre uwilgotnienie wykazują fragmenty kompleksu leśnego, gdzie podłoże glebowe stanowi glina zwałowa lub słabo przepuszczalne piaski – lasy mieszane. Największe są niedobory na wydmach. Aczkolwiek bilans wodny pomiędzy porośniętymi lasem wydmami a pozostałą częścią kompleksu nie wykazuje dużej amplitudy.

### Gleby
Na procesy glebotwórcze na terenie Gołoborzu miało wpływ pagórkowate ukształtowanie terenu, materiał geologiczny, wilgotność, roślinność drzewiasta, a także sposób użytkowania (w przeszłości często zdarzały się na tym terenie pożary).
Gleby omawianego kompleksu to brunatnoziemy i bielicoziemy.
Wyróżniono dwa typy gleb brunatnoziemnych:
Gleby płowe właściwe to gleby dwuczłonowe (piaski naglinowe). Spiaszczone pokrywy leżące na utworach gliniastych powstały przy udziale m.in. wiatru. Świadczą o tym występujące w glebie kamienie o powierzchniach zeszlifowanych przez uderzające w nie okruchy piasku toczone przez wiatr. Gleby te tworzą w warunkach kompleksu lasy mieszane i liściaste.
Gleby brunatne wyługowane zbudowane są z piasków zwałowych wykazujących także działanie eoliczne. Tworzą różnopostaciowe siedliska lasu mieszanego oraz odmiany boru mieszanego, gdzie występują z glebami brunatnymi bielicowanymi.
Bielicoziemy reprezentowane są na terenie kompleksu leśnego Gołobórz przez trzy typy gleb.
Gleby bielicowe właściwe powstały z piasków pochodzenia wodnolodowcowego. Tworzą siedliska odpowiadające zespołowi śródlądowego boru wilgotnego, a także kontynentalnego boru mieszanego.
Gleby bielicowe murszaste występują na terenie Gołoborzu z glebami bielicowymi właściwymi. Powstały w warunkach stałego uwilgotnienia. Na tym rodzaju gleb występują siedliska odpowiadające borom wilgotnym, a miejscami bagiennym.
Gleby rdzawe właściwe zajmują obszar u podnóża wzgórza. Są wytworzone ze słabogliniastych piasków pochodzenia wodnolodowcowego. Stanowią siedliska boru mieszanego. 		
Gleby rdzawe bielicowane to również siedlisko boru mieszanego.	
Natomiast bielice żelazisto–próchnicze, które powstały w warunkach dużego uwilgotnienia, odpowiadają borowi wilgotnemu.
W warunkach omawianego kompleksu leśnego występują gleby słabo wykształcone kwarcowo-krzemianowe właściwe oraz bielicowane. Spotyka się je na wydmach, na które wkroczyła roślinność drzewiasta.
Natomiast gleby torfowo-murszowe wytworzyły siedlisko boru mieszanego bagiennego.

## Charakterystyka środowiska biotycznego

### Flora
Gołobórz stanowi przykład kompleksu leśnego, w którym występują obok siebie lasy mieszane i bory.
Podstawowym gatunkiem lasotwórczym jest sosna. Występuje na wszystkich rodzajach siedlisk. W siedliskach lasu mieszanego jako gatunek panujący lub współpanujący występuje dąb, a na siedlisku boru mieszanego stanowi domieszkę w pierwszym i drugim piętrze drzewostanu.
Na wszystkich rodzajach siedlisk występuje brzoza. Jednak tylko we wschodniej części omawianego kompleksu stanowi gatunek panujący, w pozostałych jest jedynie domieszką.
Na terenie Gołoborzu występuje wiele innych gatunków drzew stanowiących pojedynczą lub grupową domieszkę: osika, która jest spotykana na różnych siedliskach; lipa i grab są charakterystyczne dla środowisk grądowych; modrzew, który został sztucznie wprowadzony do drzewostanu na siedlisku lasu mieszanego, a jednak dobrze się tam aklimatyzuje; olsza spotykana miejscami w wilgotnych obniżeniach na obrzeżach drzewostanów.
Warstwa krzewów jest w różnym stopniu rozwinięta i zróżnicowana gatunkowo – w zależności od żyzności i wilgotności siedlisk.
Gatunkiem najbardziej uniwersalnym o bardzo szerokim zakresie występowania jest kruszyna. Występuje w zasadzie wszędzie. Na żyznych siedliskach leśnych (grądy subkontynentalne) zasadniczą rolę w tej warstwie odgrywa leszczyna. Oprócz leszczyny występują tu: trzmielina brodawkowata, bez czarny i koralowy, bardzo rzadko wawrzynek wilczełyko, a także liczne podrosty drzew występujących w drzewostanie: lipy, grabu, osiki, dębu, a w wilgotnych miejscach również czeremcha.
Jarzębina spotykana jest na siedliskach od lasu mieszanego do boru świeżego. Jałowiec występuje również na większości siedlisk, poza mokrymi. Jednak jego optymalnym środowiskiem występowania w Gołoborzu są wydmy.
W kompleksie leśnym Gołobórz przeważają w zależności od troficzności środowiska, typy runa zielnego bądź krzewinkowego, a w bardziej prześwietlonych partiach trawiasto-krzewinkowego lub trawiastego.
Runo typu zielnego spotykane jest w zbiorowiskach grądów subkontynentalnych i lasów mieszanych, charakteryzują je rośliny takie jak: podagrycznik, zawilec, lilia złotogłów, zerwa kłosowa i przylaszczka pospolita. Elementem, który wyróżnia ten typ runa, jest występowanie aspektu wiosennego. Tworzące to runo rośliny zakwitają przed rozwojem liści w drzewostanie, a z reguły przed rozwojem własnych liści.
Siedliska borowe charakteryzują się dużym udziałem krzewinek (borówki czernicy, borówki brusznicy, borówki bagiennej, wrzosu).
Na terenie omawianego kompleksu leśnego swoje stanowisko ma wiele roślin chronionych i rzadkich. Z roślin będących pod całkowitą ochroną występują: wawrzynek wilczełyko, pluskwica europejska, rosiczka okrągłolistna, lilia złotogłów.
Z roślin będących pod ochroną częściową należy wymienić: kruszynę pospolitą, mącznicę lekarską, kalinę koralową, paprotkę zwyczajną oraz konwalię majową.
Ogromna liczba gatunków występujących na terenie Gołoborza ma właściwości lecznicze. Są to m.in. babka lancetowata, bez czarny, borówka brusznica, borówka czernica, jałowiec pospolity, lipa drobnolistna, mącznica lekarska czy mniszek pospolity.
Prowadzone w latach 90. badania florystyczne (Borkowska 1995) wskazują na daleko idące zmiany we florze rezerwatu. Nie potwierdzono obecności 34 gatunków roślin naczyniowych, a wśród nich takich jak: brzoza niska (Betula humilis), okrzyn łąkowy (Laserpitium prutenicum), miodunka wąskolistna (Pulmonaria angustifolia), pępawa różyczkolistna (Crepis praemorsa), turzyca dwupienna (Carex dioica), storczyk szerokolistny (Dactylorhiza majalis), podkolan biały (Platanthera bifolia), gnieźnik leśny (Neottia nidus-avis) i jeżogłówka zapoznana (Sparganium erectum). Zmniejsza się ilość i liczebność stanowisk wielu innych gatunków. Główną przyczyną tego stanu rzeczy jest obniżenie poziomu wody gruntowej, przesuszanie terenu i wynikające stąd tendencje sukcesyjne.

### Fauna
Obszar omawianego kompleksu nie stanowi areału życiowego dla większych ssaków. Można tu spotkać jedynie sarnę oraz dzika. Jednak te gatunki występują jako przechodnie. Reprezentantem ssaków drapieżnych jest lis, tchórz i łasica. Z drobnych ssaków należy wymienić jeża wschodniego, kreta, ryjówkę aksamitną i malutką, zająca szaraka, wiewiórkę, nornicę rudą, nornika północnego, myszy oraz nietoperze.
Z ptaków największymi są jastrząb gołębiarz oraz myszołów zwyczajny. Na terenie Gołoborzu gnieździ się dzięcioł czarny, dzięcioł duży, sójka, a także sikory – bogatka i uboga.
Przedstawicielami gadów są dwa gatunki węży: zaskroniec zwyczajny, żmija zygzakowata oraz jaszczurki: zwinka, żyworodna i brązowa odmiana padalca.
Z płazów najczęściej spotykane są na obrzeżach lasu żaby: trawna oraz moczarowa.
Wśród bezkręgowców najliczniejsze są owady. Są to przede wszystkim chrząszcze: żuk leśny, niektóre biegaczowate, biedronki, omarlicowate np. grabarz oraz błonkówki: osa średnia i pospolita, szerszeń. Występują tu także mrówki: rudnica i ćmowa. Spotyka się tu również gatunki bytujące na terenach otwartych, szczególnie motyle i niektóre dwuskrzydłe. Z motyli należy wymienić cytrynka, przeplatki, dostojki, perłowca, rusałkę pawika i osetnika. Podobnie można spotkać owady z rodziny łowikowatych i bzygowatych – głównie mszycówki oraz trzmiele. Pospolite są komary z rodzaju Culex i Theobatdia. Z pająków najczęściej można spotkać krzyżaka oraz pająki z rodziny pogońców polujące głównie na ziemi. W lesie występuje także: pająk jesienny oraz pająki z rodziny snowików.
Ślimaki są reprezentowane głównie przez spotykane na owocnikach grzybów śliniki i pomrowiki.
W lesie występuje wiele szkodników, zarówno wtórnych (przede wszystkim korniki: cetyniec mniejszy oraz większy; smoliki: drągowinowiec i sosnowiec) jak i technicznych (żerdzianka sosnówka, wykarczak, kłopotek czarny, borówka żółta, rębacz, trzepienniki). Na drzewach i krzewach liściastych (głównie młodych brzozach, olchach, wierzbach) spotyka się naliściaki, zdobnika brzozowca, hurmaka olchowca i jątrewkę. Są to pospolite szkodniki uszkadzające liście.

## Historia kompleksu leśnego Gołobórz
W okresie przedrozbiorowym tereny omawianego kompleksu leśnego wchodziły w skład dóbr królewskich ekonomii Siedlce. W latach 1820–1830, według ustawy z 1818 roku, a także dekretów carskich z 12 stycznia 1826 roku i 10 sierpnia 1828 roku, uregulowano hipotekę całej posiadłości państwowej na tym obszarze jako Ziemskie Dobra Narodowe Siedlce i Wiśniew. Wymieniono je w Księgach Wieczystych jako lasy państwowe Nadleśnictwa Siedlce.
Po powstaniu listopadowym w roku 1831 rząd rosyjski stopniowo oddawał poszczególne regiony donatariuszom na prawach majoratu, czyli dziedziczenia własności ziemskiej, gdzie cały majątek zmarłego przechodził niepodzielnie na najbliższego pokrewieństwem i najstarszego członka rodziny. Teren obecnego kompleksu wszedł w 1865 roku w skład majoratu donatariusza Maniukina. Majorat był obciążony serwitutami na rzecz parafii rzymskokatolickich, które mogły pobierać z tych terenów budulec i drewno opałowe.
O gospodarce prowadzonej w okresie I wojny światowej brak jest z tego terenu jakichkolwiek danych.
Po odzyskaniu niepodległości obszar dzisiejszego Gołoborza znajdował się w dalszym ciągu w rękach prywatnych. Dopiero w 1934 roku ten region wszedł w skład leśnictwa Siedlce Nadleśnictwa Łuków.
W okresie II wojny światowej drzewostany zostały silnie zdewastowane przez okupanta. W roku 1946 zostało utworzone nadleśnictwo obejmujące m.in. tereny uroczyska.
26 marca 1982 roku został ustanowiony rezerwat o powierzchni 65,88 ha.

## Znaczenie kompleksu w przyrodzie i w życiu lokalnej społeczności
Kompleks leśny Gołobórz, tak jak każdy las, jest jednym z podstawowych czynników utrzymujących równowagę biologiczną w przyrodzie.
Zbiorowisko leśne pełni funkcję regulatora odpływu wód opadowych: zatrzymuje część wód deszczowych, opóźnia spływ, obniża kulminację wezbrań. Dzięki czemu przyczynia się do zapobiegania powodzi i zmniejszania jej skutków.
W czasie wiosny śnieg gromadzący się w ściółce leśnej znika dużo wolniej. Zapobiega to piętrzeniom wód roztopowych w rzekach i strumieniach.
Kompleks ochrania glebę przed erozją. Stwarza ona bowiem warunki do powstawania nieużytków, a także obniżania poziomu wód gruntowych.
Roślinność lasu asymiluje dwutlenek węgla, a wydziela tlen oraz różne olejki eteryczne. W lesie panuje specyficzny mikroklimat. Występuje większa niż na otwartej przestrzeni wilgotność względna powietrza, a wskutek tego parowanie i transpiracja roślin jest zmniejszona.
Gołobórz znajdujący się 4 km od Siedlec ogranicza skutki emisji pyłów i gazów przemysłowych. Zawartość tlenu i substancji, które niszczą bakterie chorobotwórcze, decyduje o korzystnym oddziaływaniu lasu na zdrowie człowieka, regenerację jego sił witalnych i poprawę stanu nerwowego. Z tego powodu, a także ze względu na interesujący krajobraz, przypominający Puszczę Kampinoską oraz znajdujące się w pobliżu stawy, Gołobórz odwiedza wielu ludzi, nie tylko z okolicznych wsi, ale również z Siedlec. Jednak na terenie samego rezerwatu zabroniona jest turystyka, gdyż nie jest on do tego przystosowany.
Kompleks leśny Gołobórz dostarcza drewna lokalnej społeczności, które jest następnie wykorzystywane w stanie surowym oraz technicznie i chemicznie przerobionym. Żywica, kalafonia i kora drzewna, czyli produkty uboczne lasu, mają także zastosowanie gospodarcze. Inna formą eksploatacji lasu jest pozyskiwanie runa leśnego (m.in. zbieranie grzybów. jagód), a także łowiectwo.
Jednak sam rezerwat Gołobórz nie jest lasem gospodarczym i z tego powodu drewno można pozyskiwać tylko z trzebieży, które odbywają się w czasie wyznaczonym przez Nadleśnictwo w Warszawie. Inne formy eksploatowania tego fragmentu lasu są zabronione.
Północna część tego kompleksu należy do Wojska Polskiego, które wykorzystuje ten teren jako miejsce do ćwiczeń wojskowych.

## Wpływ otoczenia na las
Na terenie kompleksu leśnego Gołobórz prowadzone są zabiegi pielęgnacyjne takie jak wspomniane wcześniej trzebieże, a także redukowanie zakrzaczeń i samosiewów drzew. Prowadzi się walkę ze szkodnikami, które zagrażają drzewostanom. W celu podtrzymania i polepszenia naturalnej odporności drzew ochrania się mrowiska przede wszystkim przed większymi zwierzętami takimi jak np. dziki. Wywieszane są budki lęgowe dla ptaków. Są one również regularnie czyszczone późną jesienią lub bardzo wczesną wiosną. Na terenie kompleksu w okresie zimowym dokarmiane są zwierzęta i ptaki.
Na skutek działalności człowieka zachodzą istotne zmiany we florze omawianego kompleksu. Osuszanie terenu oraz prowadzone prace melioracyjne (pogłębianie i oczyszczanie rowów odprowadzających) powoduje, że z obszaru kompleksu zaczynają znikać nie tylko poszczególne gatunki roślin, ale i całe zbiorowiska.
Nagminne jest także wywożenie przez miejscową ludność śmieci do lasu, a także bezprawne wycinanie drzew, nawet na obszarze rezerwatu.